# طلاء الصحراء

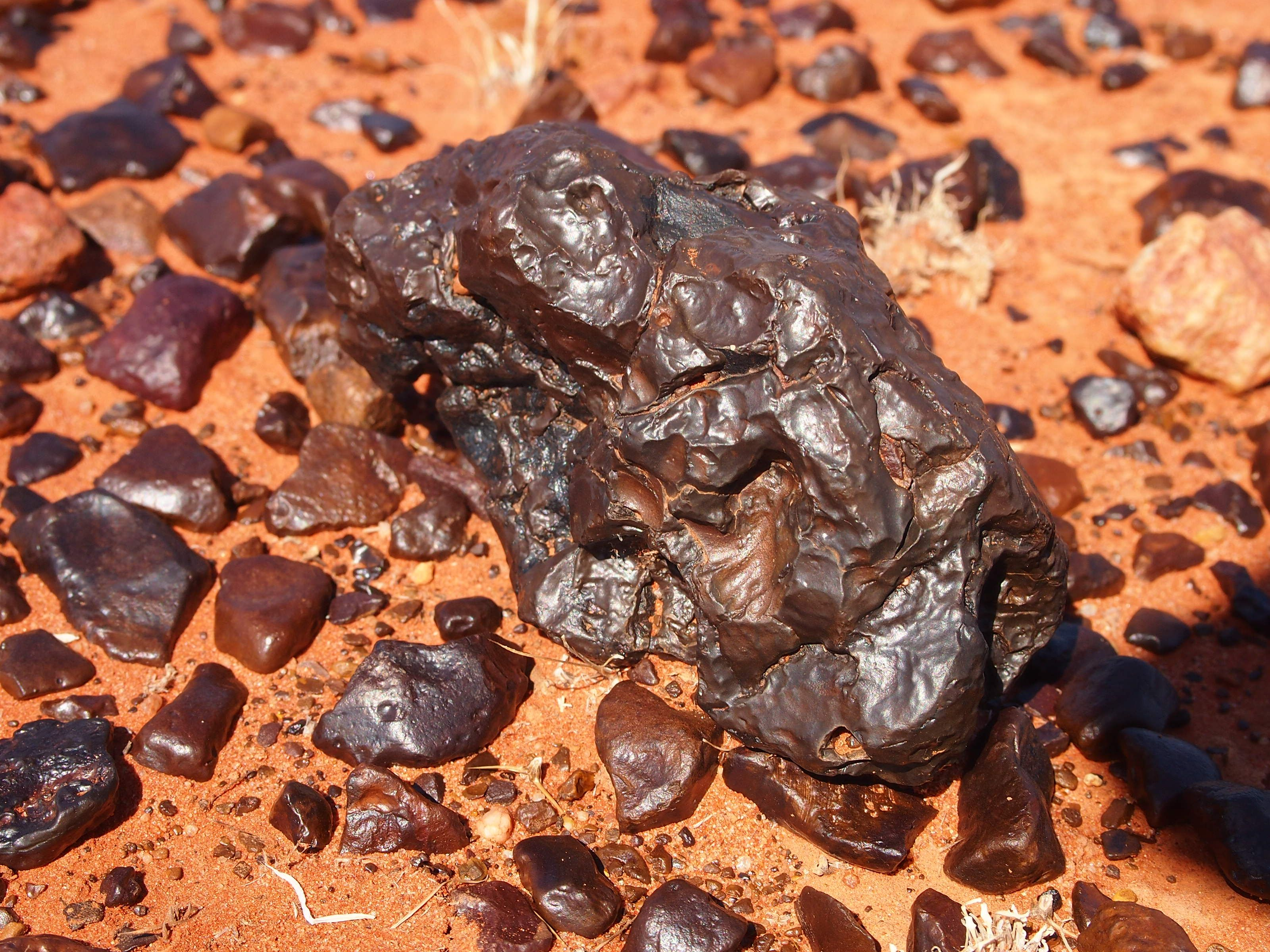
طلاء الصحراء، في أستراليا

طلاء الصحراء أو الأرصفة الصحراوية أو درع الصحراء (بالإنجليزية Desert varnish)، هي عبارة عن طبقة سطحية متماسكة شديدة الاستواء، تتشكل من تصاعد المياه المتسربة من باطن الأرض إلى السطح مرة أخرى بالخاصية الشعرية، حاملة معها الأملاح الذائبة كمحاليل مركزة، تنقل معها المواد الملحية أو الكلسية فتعمل على شدة تماسك الطبقة الرقيقة السطحية. وغالبًا ماتكتسب هذه القطرات الصلبة ألواناً فاتحة تتألف من رواسب أكاسيد الحديد والماغنسيوم.